# 掷马蹄铁

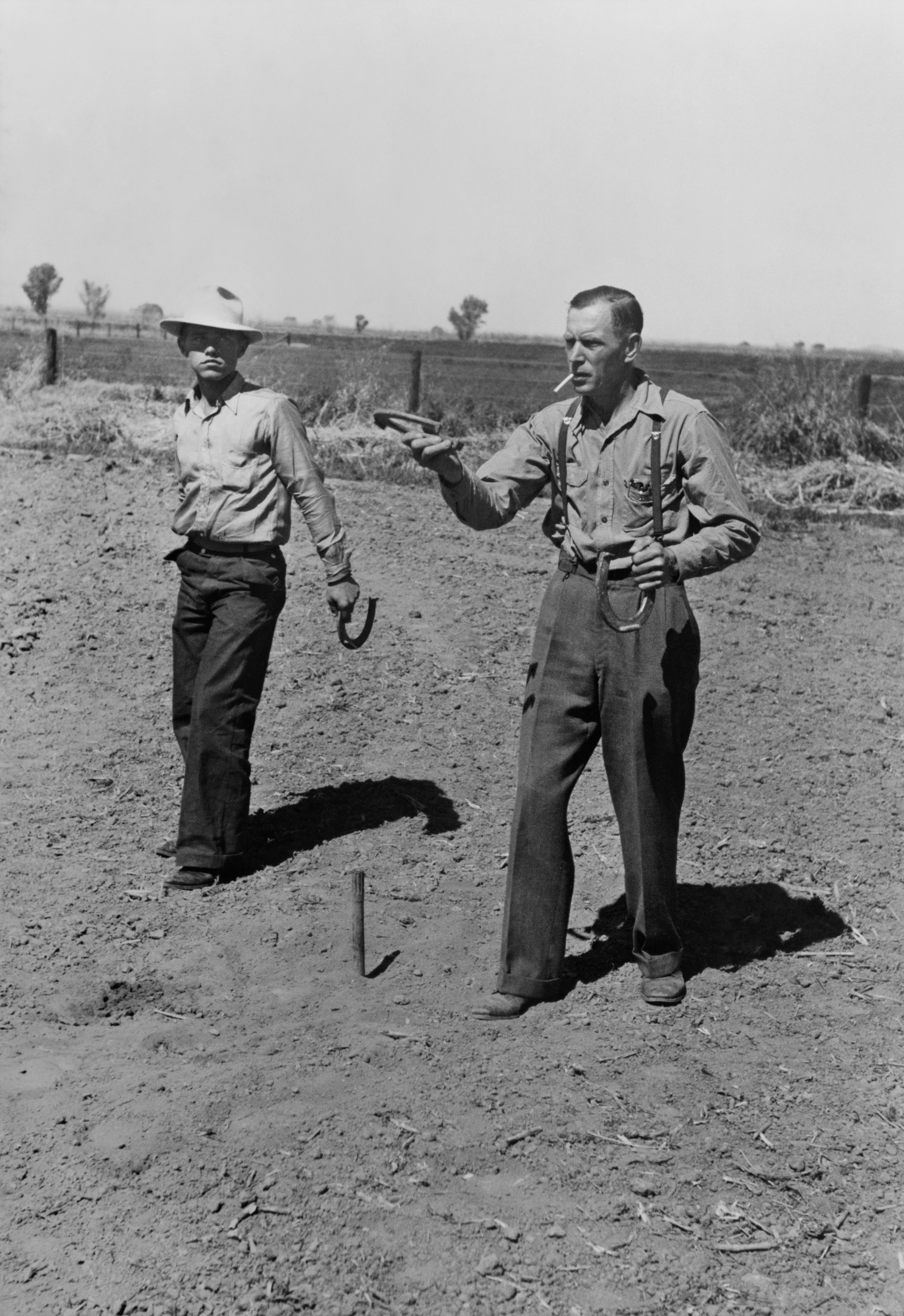
掷马蹄铁

掷马蹄铁是一種在草坪上開展的遊戲，由古代奥林匹克运动会就存在的項目擲鐵餅演變而來。擲馬蹄鐵在西方很流行，流傳民間較為通俗簡單的規則是兩隊輪流丟擲兩個馬蹄鐵到另一隊的鐵柱上，整個套上鐵柱得三分，距離柱子六英寸以內得一分，其餘不計分，第一個二十一分的隊伍獲勝。